# Петрич, Невенка
Невенка Петрич (11 марта 1927, Масловаре — 27 декабря 2015, Белград) — сербская писательница, поэтесса, педагог и эксперт в области планирования семьи и гендерных отношений. Она присоединилась к партизанам в возрасте 14 лет. Она стала руководителем здравоохранения и социальной политики в югославском местном самоуправлении. Она была членом Югославского женского собрания, секретарем Конференции по социальной деятельности югославских женщин (1961—1969) и президентом Совета по планированию семьи Югославии (1968—1976). Она представляла Европу в Центральном совете Международной федерации планируемого родительства и была президентом Европейского комитета по образованию в этом органе. Она помогала исследовательским проектам Фонда ООН в области народонаселения, а также руководила курсом ООН по гендерным отношениям и родительству для учащихся из развивающихся стран.
Петрич опубликовала множество работ по планированию семьи и гендерным отношениям, а также писала стихи, опубликованные в четырёх сборниках.

## Биография

### Детство

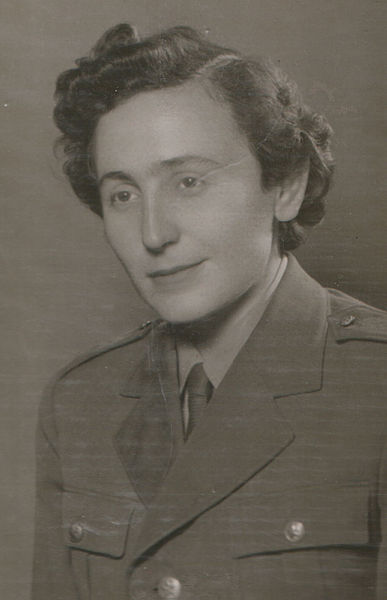
Невенка Петрич, 1945

Невенка Петрич родилась 11 марта 1927 года в Масловаре (тогда Королевство сербов, хорватов и словенцев, ныне Республика Сербская, Босния и Герцеговина). После окончания начальной школы Невенка Петрич посещала Гражданскую школу для девочек в Баня-Луке, но после вторжения в Югославию 6 апреля 1941 года все школы перестали работать, и её образование было прервано. Вся её семья присоединилась к партизанам в 1941 году, в том числе и 14-летняя Невенка.

### Народно-освободительная война 1941—1945
Во время Народно освободительной войны в Югославии (1941—1945), Невенка Петрик боролась против немецких оккупантов и коллаборационистов, и через некоторое время стала командиром подразделения. Она активно участвовала в создании антифашистских молодежных организаций. За боевые заслуги она была награждена медалью «Партизанская память» и другими наградами.
На первой районной комсомола Баня-Луки Невенка была избрана первым председателем Объединённого союза антифашистской молодежи Югославии (USAOJ) в районе Баня-Лука. Позднее на конференции молодежи Центральной Боснии, состоявшейся в Тесличе в сентябре 1944 года, она также была избрана председателем USAOJ в центральной части Боснии.

### После освобождения
Сразу же после освобождения страны весной 1945 года Невенка Петрич была на административной работе в Баня-Луку. 22 апреля 1945 года она была назначена первым председателем молодёжи митрополии Баня-Луки, и вскоре после этого она была избрана на должность председателя райкома USAOJ по району Баня-Лука. В 1949 году она была назначена организационным секретарём, с 1950 года — председателем окружного комитета народной молодёжи Боснийской Краины. Работая на этой должности, она была направлена в Высшую Политическую школу в Белграде (1951—1954), которую она окончила с отличием. В 1954 году она вернулась в Баня-Луку и была назначена главным должностным лицом по вопросам здравоохранения и социальной политики в муниципальном совете Баня-Луки. В 1956 году она работала главным должностным лицом по здравоохранению и социальной политике в Стари-Граде, одном из центральных муниципалитетов Белграда.

### Работа на государственном уровне
Петрич была избрана в Ассамблею представителей женщин всех республик и автономных провинций Югославии, которая проходила в Загребе 2-4 мая 1961 года, была секретарём Конференции по социальной деятельности югославских женщин. Она занимала эту должность два четырёхлетних срока и активно занималась международными вопросами. В этот период Петрич занимался наукой и образованием как на региональном, так и на государственном уровне.
В 1967 году она была избрана вице-президентом Совета по планированию семьи Югославии. В следующем году она была избрана президентом на четырёхлетний срок и после этого переизбрала на ту же должность еще на четыре года.

### Международная деятельность

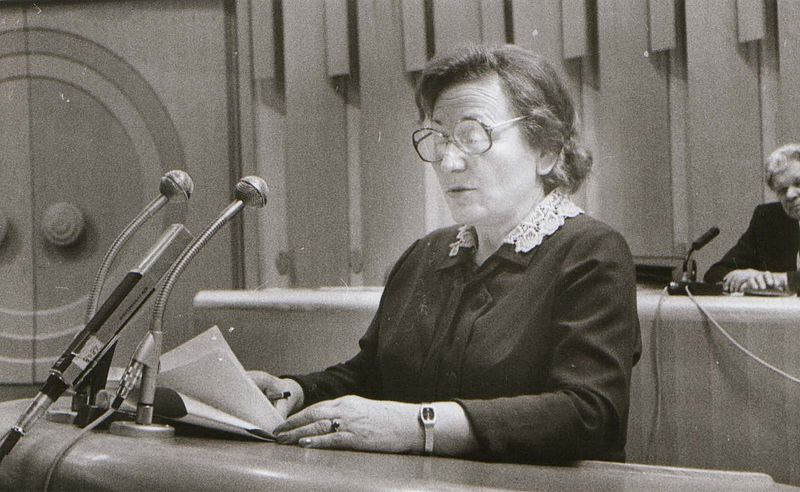
Выступление Невенки Петрич с докладом по планированию семьи

В качестве председателя Совета по планированию семьи Югославии, она занималась международной деятельностью в этой области. Она была представительницей Югославии от этой международной организации в Лондоне. В этом качестве она была избрана президентом Европейского комитета по образованию Международной федерации по планированию семьи и членом соответствующего комитета на международном уровне в качестве европейского представителя. Она также была членом Центрального совета Международной федерации планируемого родительства как представительница Европы.
С 1982 по 1992 год она была директором международного курса ООН «Гуманизация отношений между полами и ответственное родительство», который был создан в университете Сараева. В этом курсе принимали участие представители многих развивающихся стран.
Невенка Петрик также была экспертом Фонда ООН в области народонаселения с 1982 по 1992 год. В этом качестве она иногда участвовала в ряде научно-исследовательских проектов в Индии, Индонезии, Греции, Румынии и других странах.

### Другая деятельность
Петрич являлась членом Союза писателей Сербии и вице-президентом Союза писателей Югославии. Она также являлась членом Комитета по международному сотрудничеству Сербии SUBNOR (Союза ассоциаций бойцов в Освободительной войне 1941—1945 годов).

## Образование
Петрич окончила философский факультет Белградского университета в 1963 году. В 1987 году получила степень доктора философии на философском факультете университета Сараево, защитив диссертацию на тему свобод человека, рождения и самоуправления.

## Сочинения

### Научные работы
Невенка Петрич опубликовала тринадцать книг, в том числе трилогию «И звијезде смо досезали» (I, II и III) (1996). Кроме того, библиография Невенки Петрич, в которую вошли 893 её публикации за 50 лет, была издана в 1997 году под названием «Невенка Петрић: Библиографија 1945—1995». Также вышла в печати книга «Сто педесет година моје породице 1855—2005» (2006). Её докторская диссертация Човјекове слободе, рађање, самоуправљање", в которой подчёркивается конституционное право человека на планирование семьи в Югославии, также была опубликована.

### Поэзия
Невенка Петрич выпустила четыре сборника стихов на сербском:
1. «Тражих трачак сунца погледом», 1993
2. «Запис на ветру», Београд, 1994
3. «Пролећни акорди», Београд, 1994
4. «Кап росе на цветку», Београд, 1996